# Janvier 1782
Cette page présente les faits marquants du mois de janvier 1782.

## Événements
- 7 janvier : la première banque de dépôt américaine (Banque de l'Amérique du Nord) ouvre[1].

- 15 janvier : le ministre des finances Robert Morris va devant le Congrès des États-Unis pour recommander l'établissement de la United States Mint et d'une monnaie utilisant le système décimale.

- 25 - 26 janvier : bataille de Saint-Kitts[2].

## Naissances
- 18 janvier : Daniel Webster (décès le 24 octobre 1852) fut l'un des hommes d'État américain les plus importants lors de la période qui précéda la Guerre de Sécession.
- 30 janvier : Pierre-Nolasque Bergeret, peintre et lithographe français († 21 février 1863).

## Décès
- 1er janvier : Johann Christian Bach, compositeur allemand (° 1735).
- 4 janvier : Jacques Ange Gabriel, architecte français (° 1698).
- 18 janvier : John Pringle (né en 1707), médecin écossais.